# Paraíso de Bhaisajyaguru
El Paraíso de Bhaisajyaguru (薬 師) o Tierra Pura de Bhaisajyaguru es una pintura china hecha durante el gobierno de la dinastía Yuan. Esta pintura fue originalmente ubicada en el monasterio de Guangsheng (Guangsheng Si), condado de Zhaocheng, Shanxi. La pintura, que se encontraba en el muro este de la sala principal del monasterio, fue comprada por Arthur M. Sackler y luego fue entregada al Museo Metropolitano de Arte, en Nueva York, Estados Unidos en 1954.
Esta pintura representa al Buda Bhaisajyaguru y dos Bodhisattvas, Avalokitesvara y Chintamanichakra en el centro. Tradicionalmente, el Buda Bhaisajyaguru (Yaoshi fo) es considerado como el Buda de la medicina (tanto física como espiritualmente) en el budismo Mahayana.

## Composición

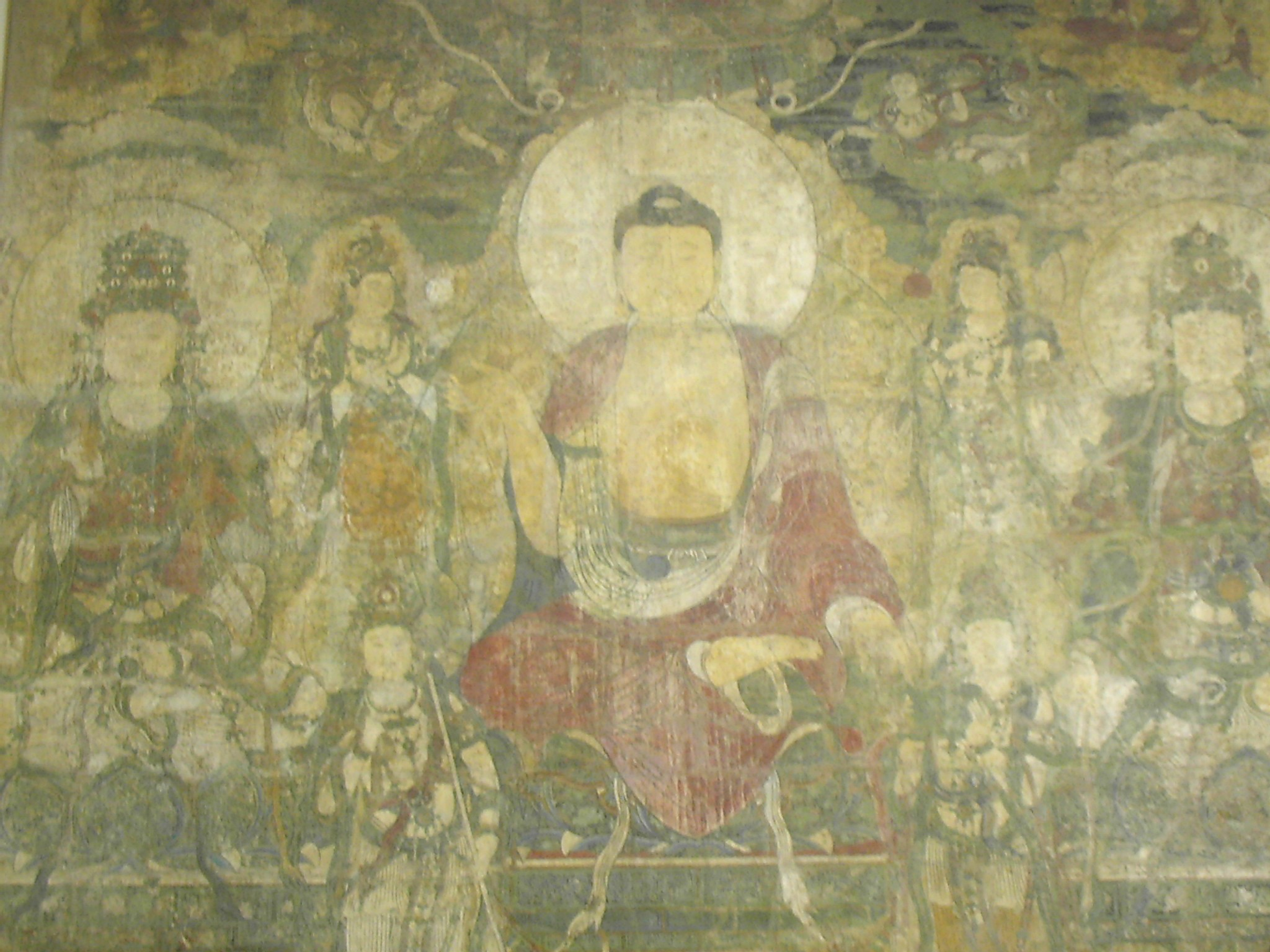
Mural en el Museo Metropolitano de Arte.

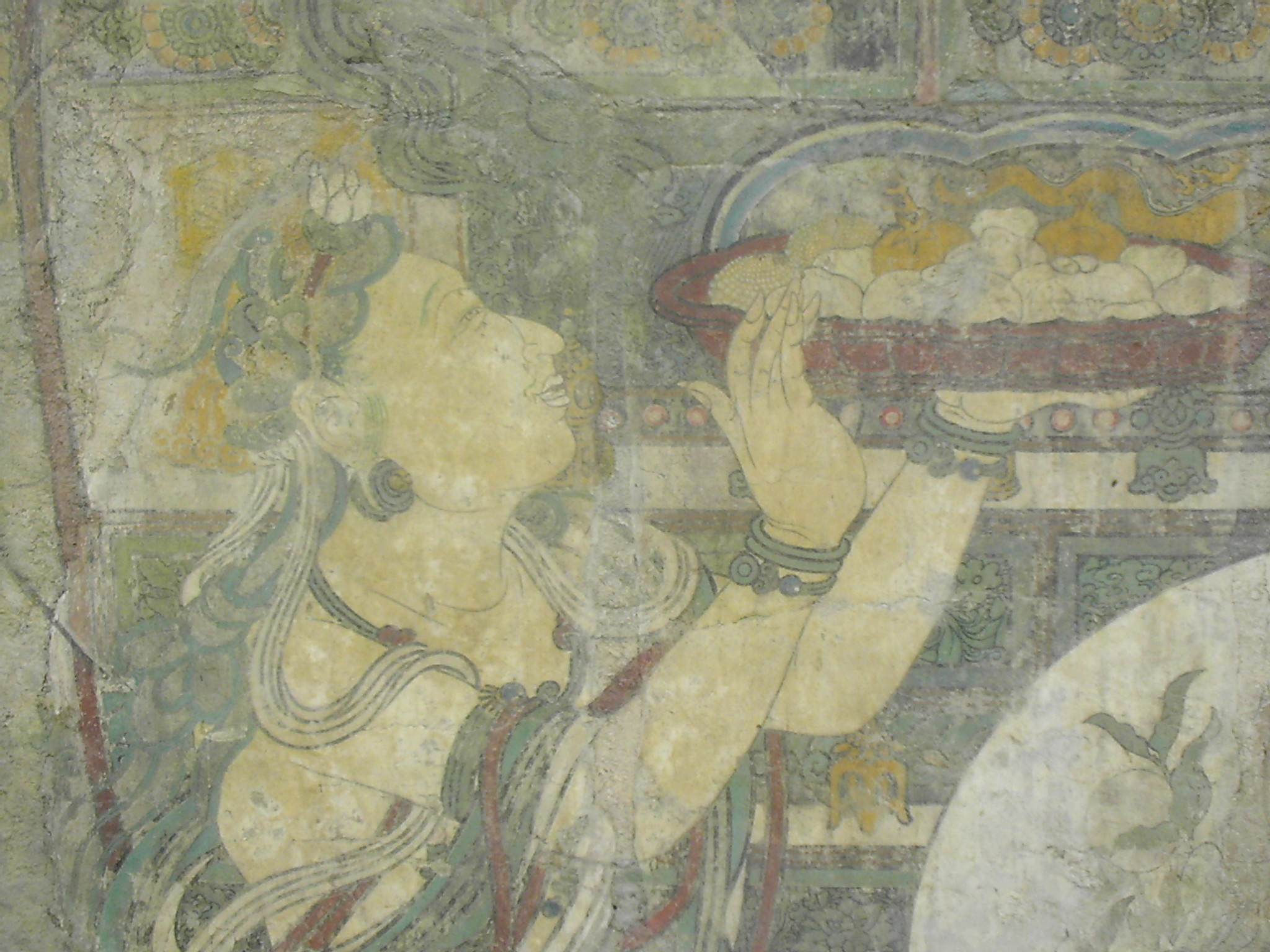
Detalle de la pintura.

Tal como está hoy, la pintura mural mide 751.8 cm de altura y 1511.3 cm de longitud. Es notable por su alto nivel de detalle. La pintura representa al Buda sentado Bhaisajyaguru en el cielo, rodeado de Bodhisattvas y dioses. Por lo general, Bhaisajyaguru Buddha se representa como una figura india. Pero en esta pintura del Paraíso de Bhaisajyaguru, todas las figuras están representadas con vestidos y túnicas chinos. Bhaisajyaguru Buda lleva una túnica roja. Buda está flanqueado por dos Bodhisattvas sentados: Avalokitesvara y Chintamanichakra. Otras cuatro figuras secundarias del Bodhisattva se pueden ver en el mural. Doce guerreros, seis a cada lado en la pintura, simbolizan el voto del Buda de ayudar a los demás. Esta pintura fue confundida anteriormente como la Asamblea de Śākyamuni Buda.
Saptatathāgatapūrvapranidhānavisēsa Sūtra, un sutra budista traducido por Yi Jing (635-713), menciona que había seis Budas predecesores antes de Bhaisajyaguru. Las pequeñas seis imágenes de Buda se pueden ver en la parte superior de la pintura. El Buda central de Bhaisajyaguru sostiene un cuenco en la mano izquierda que simboliza la medicina. Bhaisajyaguru es considerado como un Buda de salvación y protector de desastres en el budismo Mahayana. Otras figuras importantes de la pintura son los Bodhisattvas, Candraprabha y Suryaprabha. Candraprabha es el Bodhisattva que sostiene un disco lunar cerca de la mano derecha de Buda. Suryaprabha está sosteniendo un disco solar con un pájaro rojo en el que dice la mano izquierda de Buda.

## Creación

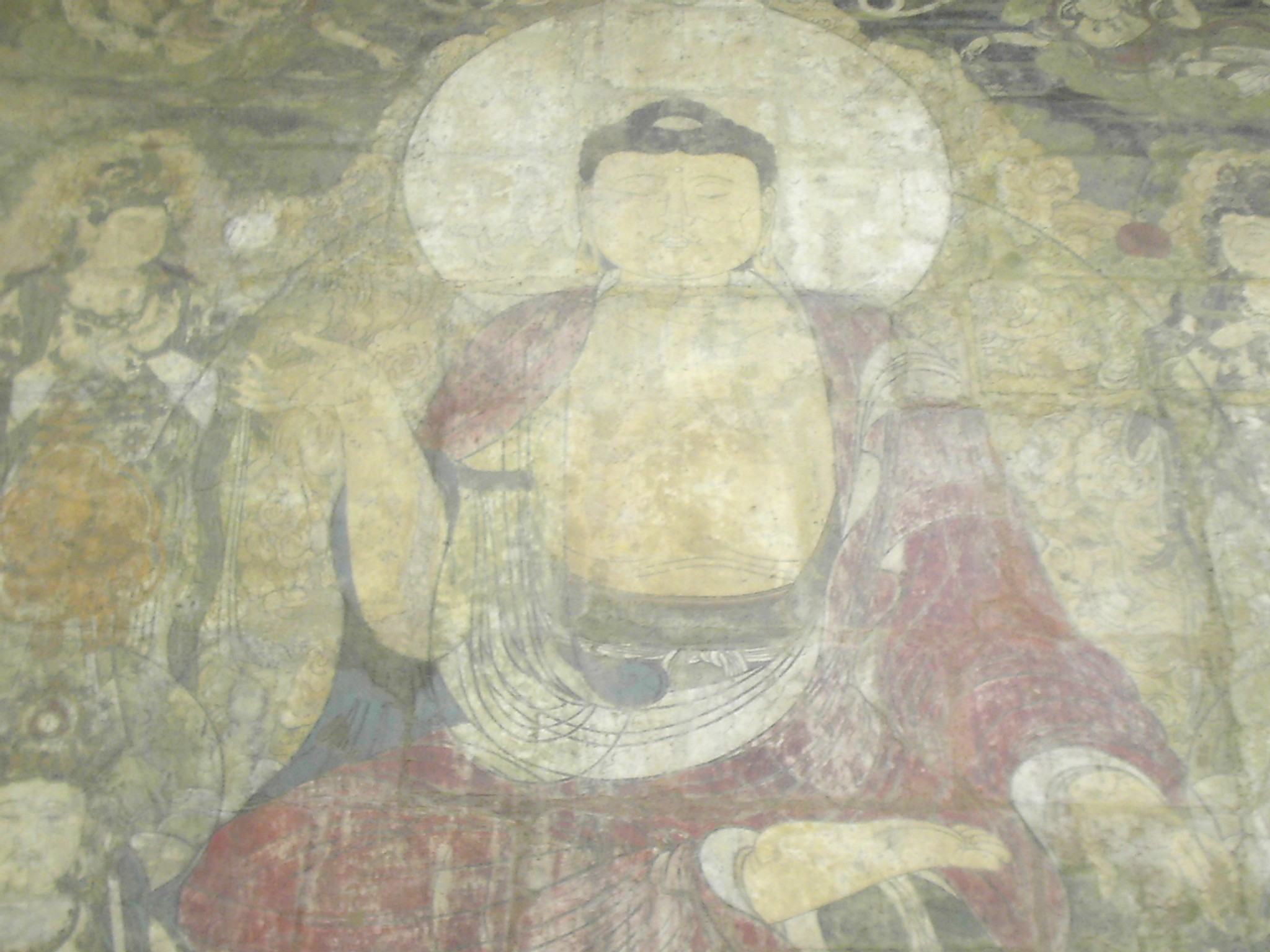
Bhaisajyaguru, detalles.

El artista de esta pintura no ha podido ser identificado. Las figuras robustas y de rostro completo son características de las pinturas de Zhu Haogu (朱 好,), que se involucraron en imágenes budistas y taoístas en el siglo XIV. La pintura, que se encontraba en el vestíbulo del monasterio inferior de Guangsheng, pertenece al período de la dinastía Yuan de China. Podría ser creado alrededor del año 1319 Para preparar la pared del monasterio para esta pintura, se cubrió con una base de arcilla mezclada con paja. Luego se pintó con un pigmento a base de agua.

## Mudanza
Durante la década de 1920, los monjes habían vendido los murales que se encontraban en las paredes de hastial de la sala principal del monasterio inferior de Guangsheng para encontrar fondos para la renovación del templo. Estos murales fueron adquiridos por tres museos en los Estados Unidos. Entre 1926 y 1929 dos de las pinturas fueron ubicadas en el Museo de la Universidad de Pensilvania y una pintura fue adquirida por la Galería de Arte Nelson-Atkins, Kansas en 1932. Otra pintura fue comprada por Arthur M. Sackler y fue entregada al Museo Metropolitano de Arte en 1964. Esta versión de la pintura fue luego conocida como el Paraíso de Bhaisajyaguru.